# Thierry Sardo
Thierry Sardo (Nuova Caledonia, 14 giugno 1967) è un allenatore di calcio francese.

## Carriera
Comincia la propria carriera come vice allenatore della nazionale neocaledoniana. Nel 2011 firma un contratto con il Le Mons-Dore. Nel 2015 viene nominato commissario tecnico della nazionale neocaledoniana.
Non è impossesso della Licenza UEFA Pro.